# Astrid Janzon
Astrid Hedvig Maria Janzon, född 17 april 1907 i Jönköping, död 28 februari 2000 i Trångsund, Huddinge kommun, var en svensk sjuksköterska och rektor för Statens sjuksköterskeskola i Stockholm under hela dess verksamhetstid. Hon anses ha haft en betydelsefull roll för utformningen av svensk sjuksköterskeutbildning.

## Biografi
Astrid Janzon föddes i Jönköping 1907. Hennes far, grosshandlaren Emil Janzon, kom från Fermsås gård på Värmlandsnäs, och modern Hedvig, född Hollander, från Borås. När Astrid Janzon var tio år blev hennes mor sjuk och kom sedan att vårdas på mentalsjukhus fram till sin död 1940.
Astrid Janzon började sin skolgång i Jönköping, men vårterminen 1924 fortsatte hon vid ett privat flickgymnasium i Linköping och 1926 avlade hon studentexamen där. Åren 1927–1930 genomgick Janzon Röda Korsets sjuksköterskeskola i Stockholm. Hon var då en av ytterst få sjuksköterskeelever med studentexamen.
Läsåret 1938–1939 följde Janzon en sjuksköterskekurs vid Bedford College for Women, University of London. I utbildningen ingick en studieresa och hon besökte sjukhus och sjuksköterskeskolor i Belgien och Tyskland. Läsåret 1946–1947 fick hon ett stipendium av Rockefeller Foundation för studiebesök i Förenta staterna och Kanada. Redan 1938 hade hon skrivit in sig som student vid Stockholms högskola och 1950 avlade hon filosofie kandidatexamen i statskunskap, pedagogik och sociologi. 
Astrid Janzon hade som sjuksköterskeelev fått specialutbildning i röntgenarbete och hennes första tjänst var som översköterska vid Eskilstuna lasaretts röntgenavdelning 1932–1935. År 1934 genomgick hon Svensk sjuksköterskeförenings högre kurs för föreståndarinnor.
År 1936 fick Astrid Janzon en förfrågan från Röda Korsets sjuksköterskeskola om att arbeta som instruktionssköterska där. Våren 1938 tjänstgjorde hon som assistent till sjuksköterskeinspektrisen Kerstin Nordendahl på Medicinalstyrelsen. Astrid Janzon utnämndes 1939 till rektor vid den nystartade Statens sjuksköterskeskola i Stockholm. Det var som rektor och institutionschef vid denna skola som hon kom att utföra sitt pionjärarbete inom sjuksköterskeutbildningen och vården av sjuka.
Astrid Janzon var rektor för Statens sjuksköterskeskola 1939–1969. Den 6 juni 1969 blev hon ledamot av Nordstjärneorden och 1987 medicine hedersdoktor vid Linköpings universitet. Hon avled i sitt hem år 2000 och är gravsatt i familjegraven på Östra kyrkogården i Jönköping.
En stiftelse i Astrid Janzons namn grundades av adoptivdottern docent Gunborg O. Janzon (1927–2012); stiftelsen anordnar symposier och utdelar stipendier.